# Le Cri du peuple (journal, 1871)
Pour les articles homonymes, voir Le Cri du peuple.
Le Cri du peuple est un quotidien français créé par Jules Vallès et Pierre Denis le 22 février 1871. Il paraît jusqu'à la semaine sanglante, puis à nouveau entre 1883 et 1889.

## Histoire
L’existence du Cri du peuple est éphémère ; le journal paraît sur une première période, du 22 février au 12 mars 1871 (soit 18 numéros) et connaît une interruption du fait de l'interdiction du journal ordonnée par le Général Vinoy. Il reprendra ensuite, du 21 mars au 23 mai 1871, jusqu'à la semaine sanglante (soit 65 numéros).
C'est un in-folio (5 colonnes) dont la rédaction s'effectue à Paris, 9 rue d'Aboukir. Il tire à 50 000, 80 000, voire 100 000 exemplaires sous la Commune et devient le quotidien le plus lu de la capitale insurgée. Politique et social, il parle du peuple au peuple. Son prix était de cinq centimes (un sou) et ses principaux rédacteurs étaient Henri Bellenger, Casimir Bouis, Henri Verlet, Eugène Vermersch et Jean-Baptiste Clément.
Le journal luttait essentiellement contre la politique d’Adolphe Thiers et la majorité de l'Assemblée nationale.
De retour d'exil, grâce à la collaboration intellectuelle de Séverine et à l'aide financière d'Adrien Guebhard, le compagnon de cette dernière, Jules Vallès relance le journal le 28 octobre 1883. Cette seconde version continue à paraître durant les premières années après la mort de son fondateur, sous la direction de Séverine. En 1887 elle fait partir Jules Guesde et la totalité de son équipe excepté Georges de Labruyère. Jules Guesde tentera de créer un autre journal qui durera six semaines. Séverine quittera le Cri en 1888 ; le journal cesse de paraître en 1889.

## Galerie

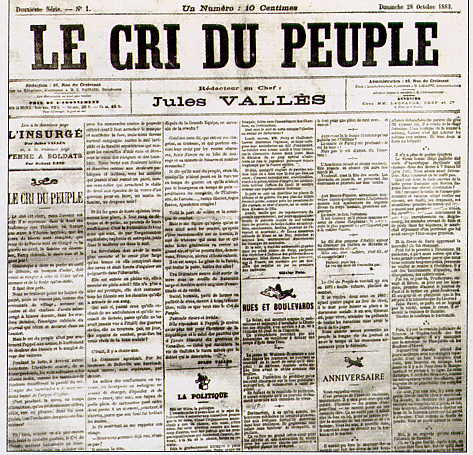
La une du tout premier numéro, lors de sa reparution en 1883 (dimanche 28 octobre).
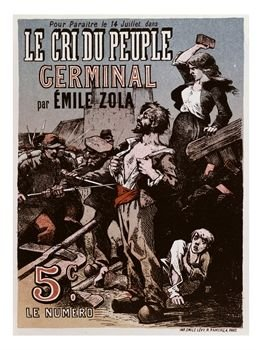
Annonce de la publication de Germinal en 1885.
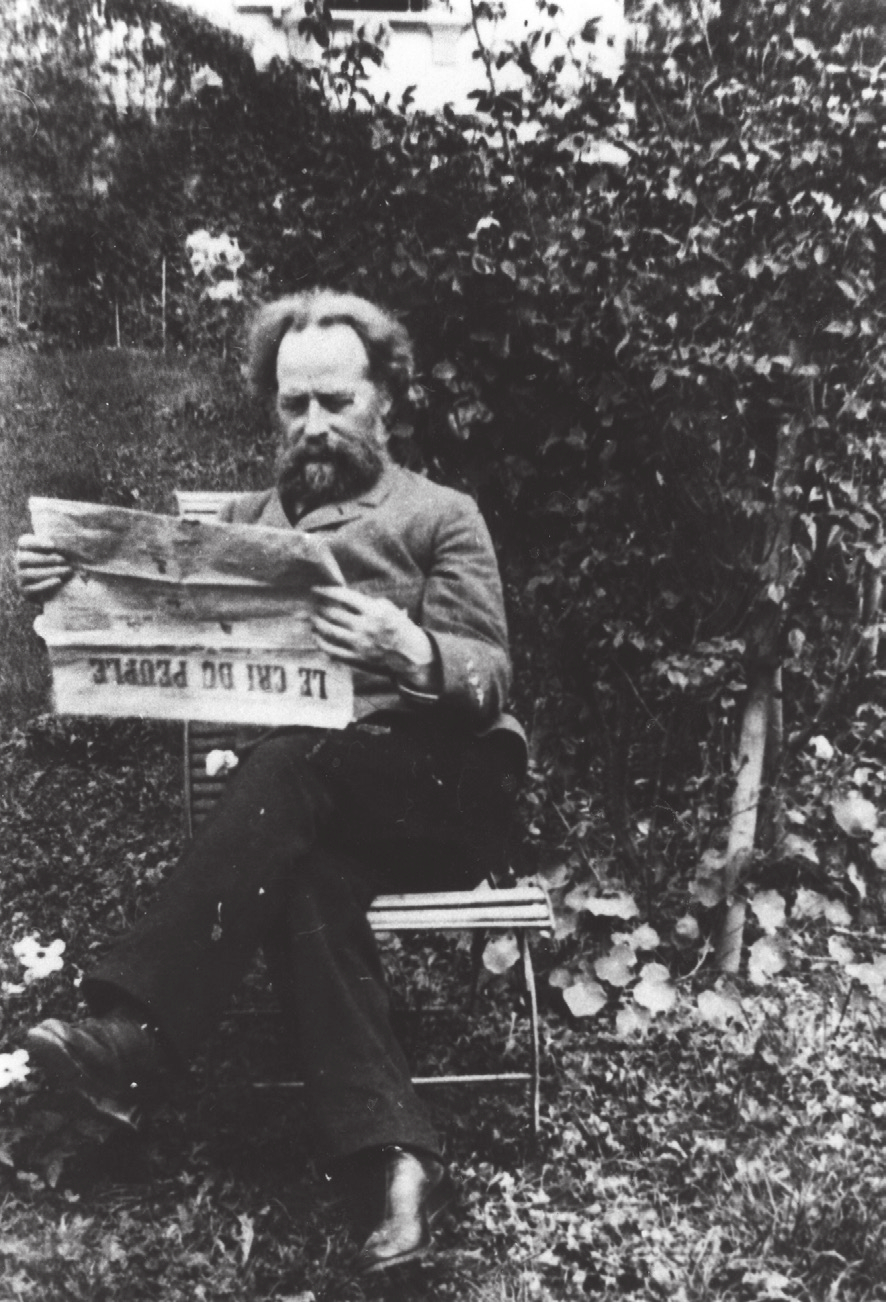
Élisée Reclus lisant Le Cri du peuple dans le jardin de sa maison de Bruxelles.
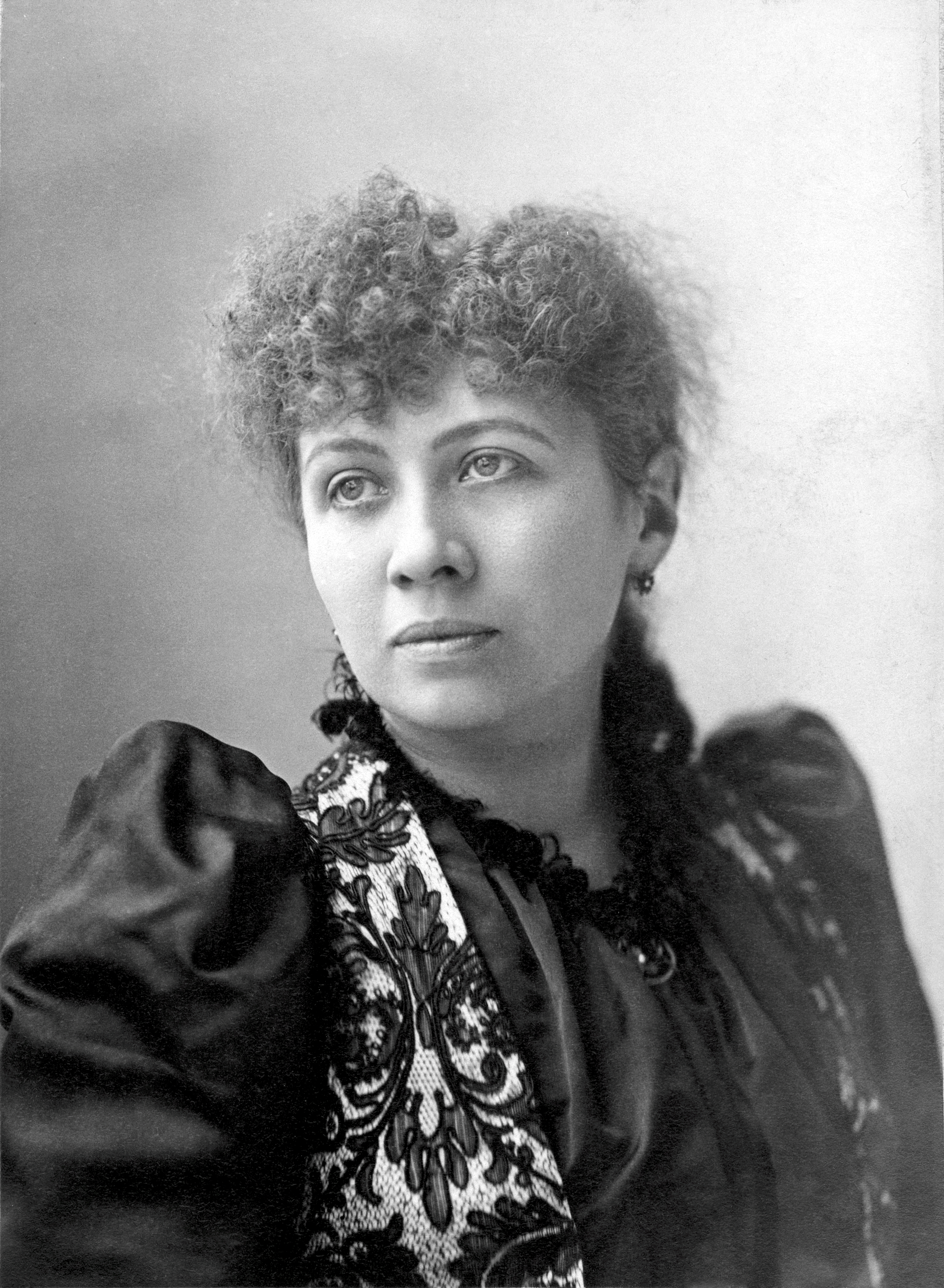
Séverine.